# Hacao

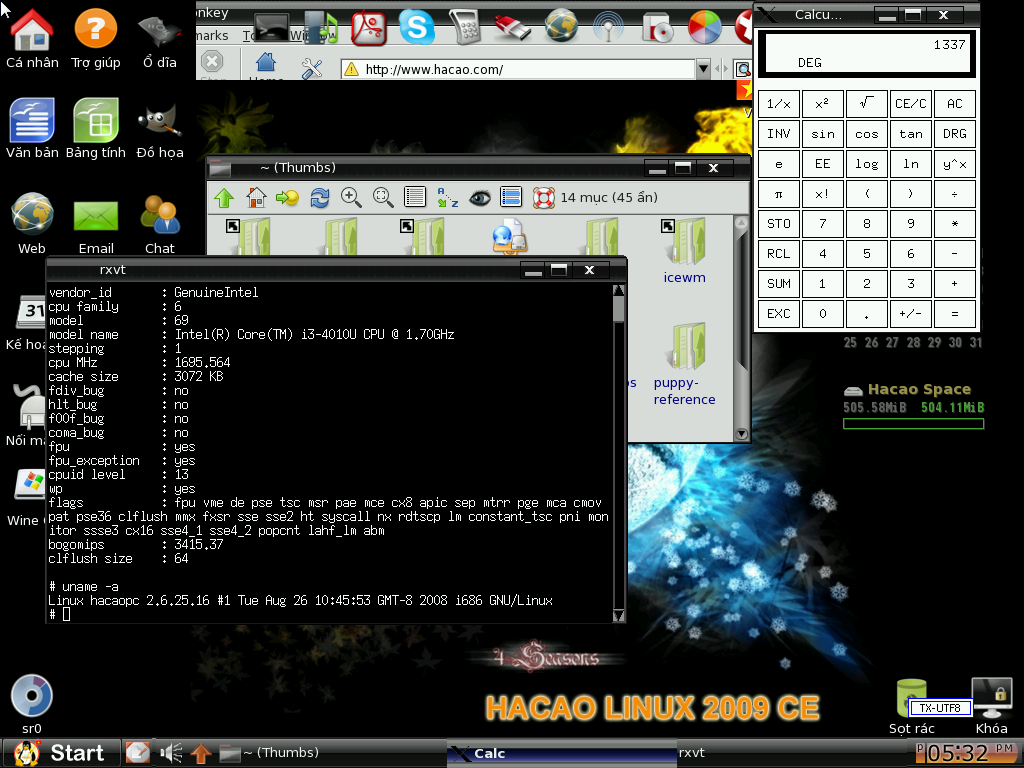
Hacao Linux 2009 CE với một vài ứng dụng đang mở.

Hacao là một bản phân phối Linux live CD dành cho người dùng tiếng Việt và tiếng Anh dựa trên Puppy Linux có thể chứa vừa trong chứa trong một đĩa CD khoảng 300 Mb hay ổ đĩa USB Flash có khả năng khởi động để chạy Linux trực tiếp từ các thiết bị đó mà không cần ổ cứng. Đây là bản phân phối Linux hỗ trợ tiếng Việt có kích thước nhỏ nhất cho đến thời điểm hiện tại. Tất cả các phần mềm trong Hacao Linux đều mang giấy phép mã nguồn mở. Hacao đã bị ngừng phát triển từ năm 2011.

## Lịch sử phát triển
Nguyễn Quang Trường, người phát triển chính, sau khi đọc được trên tạp chí E-Chip có giới thiệu về Puppy Linux 1.06 có khả năng hỗ trợ tiếng Việt với bộ gõ x-unikey, anh này đã tải về và dùng thử bản phân phối nhỏ gọn này, tuy nhiên mọi việc không đơn giản như mọi người nghĩ bởi Puppy quá nhỏ gọn, thiếu rất nhiều thành phần quan trọng để có thể cấu thành một hệ điều hành tiếng Việt hoàn chỉnh, thành quả duy nhất lúc đó là anh làm cho bản phân phối này hiển thị được tiếng Việt Unicode và các bảng mã khác trong các ứng dụng như Abiword, trình duyệt web Seamonkey bằng cách cài đặt thêm font chữ, phương pháp nhập tiếng Việt duy nhất lúc đó là sử dụng bộ gõ tiếng Việt viết bằng JavaScript trong các trình duyệt web rồi sau đó cắt dán qua các ứng dụng khác. Anh đã đăng thắc mắc của mình lên diễn đàn của bộ gõ tiếng Việt Unikey nhờ giúp đỡ, điều hành viên diễn đàn Unikey lúc đó là Lâm Vĩnh Niên (nickname xương-rồng) đã trợ giúp anh về các vấn đề kỹ thuật trong giai đoạn đầu phát triển bản phân phối này. Sau hơn một tháng, Hacao (biệt danh của Trường) đã hoàn thành công việc được coi là khó khăn nhất trong giai đoạn - Puppy Linux đã hỗ trợ hiển thị và gõ tiếng Việt với x-unikey, tạo đà cho việc phát triển các phiên bản sau này.

## Các phiên bản

### Hacao Linux 1.06
Phiên bản đầu tiên, ra mắt với hai phiên bản: Chuẩn (75MB) và Nâng cao (82MB), phiên bản nâng cao có thêm bộ từ điển StarDict. Ở cả hai phiên bản các ứng dụng hoạt động ổn định với x-unikey, duy chỉ có trình lập bảng tính Gnumeric là bị treo cứng bàn phím do lỗi của Unikey. Các ứng dụng mở rộng được hỗ trợ bao gồm CUPS để cài đặt máy in, samba để cài đặt mạng nội bộ và gói win32-codec để hỗ trợ thêm các định dạng multimedia, chưa thể hỗ trợ OpenOffice.org. Các vấn đề về phần cứng cũng khá nhiều do kernel cũ, đặc biệt là việc hỗ trợ ổ cứng SATA và card mạng không dây. Phiên bản này thu hút sự chú ý đặc biệt của giới người dùng máy tính nên trong vài ngày server chính của Hacao Linux đã quá tải do người dùng tại Việt Nam dùng quá nhiều chương trình hỗ trợ tải phân mảnh tập tin, tạo nhiều kết nối đến server.

### Hacao Linux 2.0
Vào ngày 8 tháng 5 năm 2006, Hacao thông báo trên diễn đàn vnoss rằng phiên bản thứ hai sau này, rất nhiều lỗi đã được sửa do phát triển từ bản Puppy Linux 2.0 mới sắp ra đời. Phiên bản chính thức được ra mắt vào ngày 19 tháng 6 năm 2006 với dung lượng file ISO là 94MB, trình biên tập văn bản thô Geany đã thay thế Beaver đã quá cũ và không hỗ trợ tiếng Việt. Trình soạn thảo Abiword làm việc với x-unikey với cơ chế unikey-gtk-module cho nên các phím tắt trong chương trình đều không có tác dụng.

### Hacao Office 2.01
Ra mắt không lâu sau phiên bản 2.0, phiên bản 2.01 đã ra mắt với bộ phần mềm văn phòng OpenOffice.org phiên bản 2.03 với giao diện tiếng Việt hoàn toàn đã xuất hiện, cần lưu ý rằng gói ngôn ngữ tiếng Việt cho OpenOffice.org ở đây là phiên bản đầu tiên, không có phần trợ giúp, được lấy từ repo của bản phân phối Ubuntu trong giai đoạn Beta, việc bỏ đi phần trợ giúp của OpenOffice và cài thêm gói ngôn ngữ tiếng Việt vào khiến cho file ISO của phiên bản Linux này chỉ có 174MB, nhỏ hơn cả file cài đặt của bản OpenOffice gốc. Và vì đây là bản phân phối Linux đầu tiên sử dụng bộ OpenOffice.org 2 có tiếng Việt (trước cả Ubuntu) nên nhận được sự chú ý rất lớn của báo giới trong và ngoài nước, dẫn đến hiện tượng quá tải máy chủ như phiên bản 1.06.

### Hacao Linux 2.01 Professional
Phiên bản mới cải tiến sau này, sửa khá nhiều lỗi trong phiên bản Office 2.01 trước đó, đồng thời cũng thêm vào một số chương trình tiện ích khác như GIMPshop, Skype, CUPS và đặc biệt là wine giúp chạy các ứng dụng của Windows, các công cụ cấu hình mạng tự động, dung lượng file ISO chỉ có 214MB nên đã thu hút một lượng người dùng Windows rất đông thử dùng Hacao Linux. Đây cũng là phiên bản đầu tiên của Hacao Linux bán ra thị trường dưới dạng đĩa CD và tài liệu hướng dẫn sử dụng với giá 12000VND.

### Hacao Linux 2.12 Professional
Phiên bản mới hoàn toàn, sử dụng nhân phiên bản 2.6.18.1 hỗ trợ các CPU lõi kép, ổ cúng SATA và SATA2. Ghi xóa file trên hệ thống tập tin NTFS với ntfs-3g, hỗ trợ sử dụng webcam với video4linux. Phát hành ngày 23 tháng 12 năm 2006.

### Hacao Linux 2.16 Professional
Gồm 2 phiên bản: Chuẩn (107MB) và Pro (279MB).Phiên bản này thay đổi hoàn toàn về mặt giao diện mang phóng cách của Windows Vista, hỗ trợ chat voice và video với GYachI, ngoài ra còn thêm sẵn danh mục các chương trình truyền hình trực tuyến của các kênh phủ sóng diện rộng trên lãnh thổ nước Việt Nam, hệ thống gói phần mềm chuyển từ dotpups sang dotpets. Phiên bản này cũng bán ở ngoài với giá 12.000VND nhưng có thêm một bản đĩa CD đặc biệt dung lượng lên tới 700MB do có thêm các thành phần phụ trợ để phục vụ những máy không có kết nối Internet.

### Hacao Linux 4.21
Phát triển trực tiếp từ phiên bản Puppy 4 Dingo, giờ đây đã có thêm cả hai bộ gõ tiếng Việt là xvnkb và Unikey, cũng có hai phiên bản Chuẩn và Pro. Trong phiên bản Chuẩn, trình chat Pidgin đã bị loại bỏ, thay vào đó là ứng dụng web meebo.com để giảm thiểu dung lượng. Bộ phần mềm được làm lại hoàn toàn với StarDict được nâng lên phiên bản 3.01, chương trình xem file PDF từ ghostscript chuyển thành ePDFView v.v.

### Hacao Linux 2009 CE
Phiên bản này được phát triển dựa trên phiên bản Hacao Linux 4.21 Pro rất thành công trước đó. Vì thế phiên bản này thừa hưởng những điểm mạnh của phiên bản 4.21 Pro và điểm đặc biệt nổi bật nhất của phiên bản này là hỗ trợ song ngữ Anh-Việt với Unicode & khả năng gõ được Tiếng Việt ngay cả khi đang sử dụng trong môi trường Tiếng Anh. Tính năng này là tính năng mới, thậm chí Puppy Linux ngay lúc này cũng chưa có hỗ trợ đa ngôn ngữ mà đặc biệt là hỗ trợ Unicode. Chỉ cần một click chuột là có thể chuyển sang Tiếng Anh hay Tiếng Việt. Tiềm năng phát triển thành bản Quốc tế hóa.

### Hacao Linux 2011
Hacao Linux phiên bản 2011 là phiên bản cuối cùng được phát hành công khai của Hacao. Sau năm 2014, nhóm đã gỡ toàn bộ các liên kết tải xuống khỏi trang web.

## Dự án Hacao Classmate PC và Hacao netbook

Hacao 4.21 chạy trên một netbook đang xử lý bảng tính Gnumeric

Bắt đầu từ phiên bản 2.16, dự án Classmate PC đã được khởi công để phục vụ cho các mục đích giáo dục dựa trên mã nguồn mở. Từ phiên bản 4.21 trở đi có thêm netbook tham gia dự án.

## Ý nghĩa
Hacao được phát triển hoàn toàn từ một phiên bản Linux không hỗ trợ Unicode như mặc định, rất nhiều phiên bản bản địa hóa của Puppy Linux đã dựa trên Hacao Linux trong việc hỗ trợ Unicode, như các ngôn ngữ: tiếng Trung, tiếng Nhật, tiếng Nga.